# 施泰德勞河
52°56′51.5″N 10°33′13.25″E / 52.947639°N 10.5536806°E

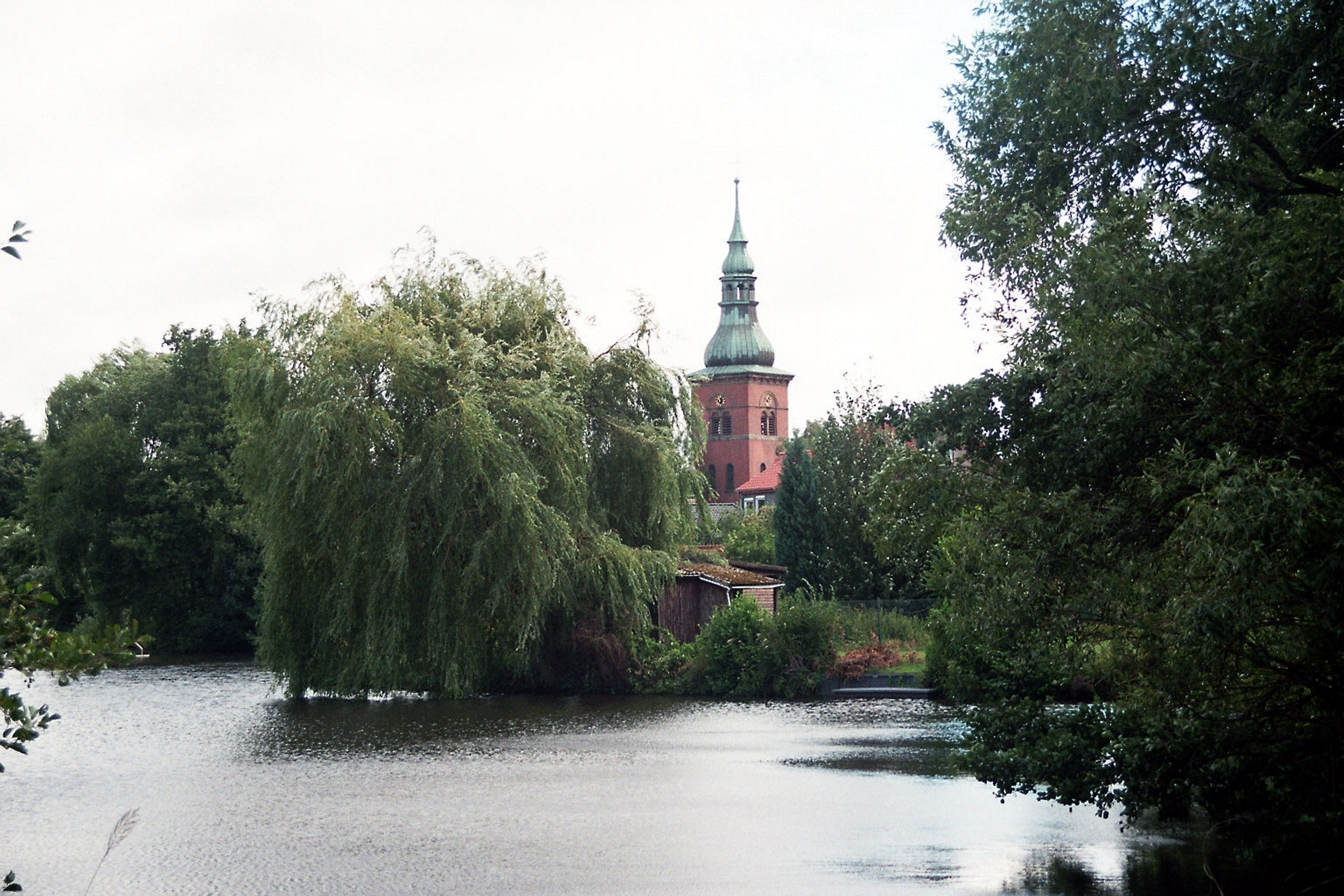
施泰德勞河

施泰德勞河（德語：Stederau），是德國的河流，位於該國西北部，由下薩克森州負責管轄，屬於伊爾默瑙河的右支流，河道全長35公里，流域面積348平方公里，河口處在于爾岑以南。